# Kyoko Ina
Kyoko Ina (11 ottobre 1972) è un'ex pattinatrice artistica su ghiaccio statunitense, specializzata nel pattinaggio artistico su ghiaccio a coppie.

## Palmarès
GP: Champions Series / Grand Prix

### Coppie con John Zimmerman
| Internazionali                    | Internazionali | Internazionali | Internazionali | Internazionali |
| Evento                            | 1998–99        | 1999–00        | 2000–01        | 2001–02        |
| --------------------------------- | -------------- | -------------- | -------------- | -------------- |
| Giochi olimpici invernali         |                |                |                | 5°             |
| Campionati mondiali               | 9°             | 7°             | 7°             | 3°             |
| Campionati dei Quattro continenti |                | 2°             | 3°             |                |
| GP Finale                         | 5°             |                |                | 4°             |
| GP Cup of Russia                  | 3°             |                | 4°             |                |
| GP Lalique                        | 2°             | 4°             | 3°             | 2°             |
| GP Skate America                  | 5°             | 5°             | 4°             | 2°             |
| GP Skate Canada                   |                | 2°             |                |                |
| GP Sparkassen                     |                |                |                | 2°             |
| Nazionali                         |                |                |                |                |
| Campionati statunitensi           | 2°             | 1°             | 1°             | 1°             |

### Coppie con Jason Dungjen
| Internazionali            | Internazionali | Internazionali | Internazionali | Internazionali | Internazionali | Internazionali | Internazionali |
| Evento                    | 1991–92        | 1992–93        | 1993–94        | 1994–95        | 1995–96        | 1996–97        | 1997–98        |
| ------------------------- | -------------- | -------------- | -------------- | -------------- | -------------- | -------------- | -------------- |
| Giochi olimpici invernali |                |                | 9°             |                |                |                | 4°             |
| Campionati mondiali       |                |                | 12°            | 8°             | 6°             | 4°             |                |
| GP Lalique                |                |                |                | 5°             |                |                | 6°             |
| GP Nations Cup            |                | 2°             | 3°             |                | 4°             | 3°             |                |
| GP NHK Trophy             |                |                |                |                | 4°             | 3°             |                |
| GP Skate America          |                |                | 2°             | 5°             | 4°             |                | 2°             |
| GP Skate Canada           |                |                |                |                |                | 3°             |                |
| Continents Cup            |                |                |                |                |                | 2°             |                |
| Piruetten                 |                |                | 3°             |                |                |                |                |
| Schäfer Memorial          |                |                |                |                |                | 1°             |                |
| Nazionali                 |                |                |                |                |                |                |                |
| Campionati statunitensi   | 7°             | 5°             | 2°             | 2°             | 2°             | 1°             | 1°             |

### Individuale femminile per gli Stati Uniti
| Internazionali             | Internazionali | Internazionali | Internazionali | Internazionali | Internazionali | Internazionali | Internazionali |
| Evento                     | 1988–89        | 1989–90        | 1990–91        | 1991–92        | 1992–93        | 1994–95        | 1996–97        |
| -------------------------- | -------------- | -------------- | -------------- | -------------- | -------------- | -------------- | -------------- |
| Campionati mondiali junior |                | 5°             |                |                |                |                |                |
| NHK Trophy                 |                |                | 6°             |                |                |                |                |
| Nebelhorn Trophy           |                | 1°             |                |                |                |                |                |
| Universiadi                |                |                | 2°             |                | 2°             |                |                |
| Nazionali                  |                |                |                |                |                |                |                |
| Campionati statunitensi    | 1° J           |                | 7°             | 8°             | 10°            | 4°             | 11°            |
| J = Categoria Junior       |                |                |                |                |                |                |                |

### Individuale femminile per il Giappone
| Evento                          | 1986–87 |
| ------------------------------- | ------- |
| Campionati mondiali junior      | 8°      |
| Campionati nazionali giapponesi | 1°      |